# Opsada Dubrovnika (1806.)
Opsada Dubrovnika 1806. jedna je od bitaka Napoleonskih ratova. Vođena je između Ruskog Carstva i Prvog Francuskog Carstva.
Opsadu Dubrovnika 1806. proveli su Rusi, Crnogorci i istočnohercegovački Vlasi (pravoslavni kršćani) 1806. godine.
Iscrpni dnevnik događaja vezanih uz rusko-crnogorsku opsadu dubrovačkog kraja vodio je Francesco Maria Appendini.

## Posljedice
Crnogorci i Rusi pustošili su Konavle. Crnogorci potpomognuti Rusima osvojili su Srđ i padinu iznad samostana sv. Jakova u Višnjici. 17. lipnja teško su porazili Francuze na Brgatu. Dubrovačko je oružje bilo zastarjelo pošto je nadnjevalo iz 17. stoljeća, a ljudi su se slijevaji u grad. Pod dvadesetodnevnom opsadom našlo se 15 000 civila i 1 000 francuskih vojnika. Crnogorci i istočnokršćanski Vlasi i Hercegovci fanatični su se borili protiv katolika Dubrovčana i Francuza pod parolama „sveti rat”, „i do Zagreba ako treba” i sl. Tijekom opsade na Grad je palo između 1 800 i 3 000 topovskih kugli, a poginulo je oko 60 osoba. Spaljeno je između 40 i 60 ljetnikovaca. Rusi su iskrcali ljude sa svojih brodova, a oni nastavili paliti Dubrovačko primorje. Šteta od napada Rusa i Crnogoraca procjenjuje se na 8 827 525 dukata. Uništeno je 666 (10%) kuća, od čega na Pilama 144 (polovina). U Župi je uništeno 188 kuća (četvrtina), u Konavlima 235 (četvrtina). U Vodovađi je uništeno 90% kuća, a Obod je sravnjen sa zemljom. Ubijeno je 500-600 Konavljana. Spisi kancelarije konavoske knežije koji su se nalazili u kneževom dvoru u Pridvorju zapaljeni su zajedno s franjevačkim samostanom u ovom pohodu pa je iscrpnija povijest Konavala gotovo nepoznata i zauvijek izbrisana. Samostan u Pridvorju Crnogorci će spaliti i drugi put, u opsadi 1991. godine.
Marmont je stigao u Grad 30. srpnja, produžio kroz Konavle i išao zauzeti Kotor. Od 29. rujna do 1. listopada kod Debelog brijega Francuzi su porazili vojsku sastavljenu od Rusa, Crnogoraca i istočnokršćanskih Hecegovaca. Francuski i ruski car sastaju se 25. lipnja te se Rusija odriče Kotora. S 18. na 19. studenog Dubrovnik je anektiran, a izvješena je zastava Kraljevine Italije. 6. siječnja 1808. podignuta je trobojnica Kraljevine Italije na Orlandovu stupu. Dana 31. siječnja 1808. oko 14 h pukovnik Delort proglasio je ukidanje Dubrovačke Republike i time završava 450-godišnja neovisnost Grada.